# Gesta Hammaburgensis ecclesiae pontificum

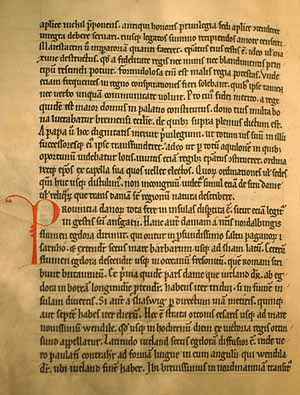
Handskrivet uttdrag ur Gesta Hammaburgensis ecclesiae pontificum.

Gesta Hammaburgensis ecclesiae pontificum (Historia om Hamburgs stifts biskopar) är ett verk skrivet av Adam av Bremen till försvar för ärkebiskop Adalberts politiska insats efter hans tid som den ledande i kung Henrik IV:s förmyndarregering åren 1063–1066. Verket är även en allmän historik över Hamburgs stifts mission i Norden, och är därför en viktig primärkälla till Nordens historia under 1000-talet.

## Bakgrund
Adalbert accepterade aldrig att han skiljdes från posten i Henrik IV:s förmyndarregering vid kyrkomötet i Tribur 1066, utan kämpade nästan ända till sin död 1072 med att försöka återta den politiska makten. Han anklagades efteråt för att ha åsidosatt sitt ärkestift å det grövsta till förmån för sin politiska verksamhet.
Adam av Bremen skrev därför i mitten av 1070-talet Gesta Hammaburgensis ecclesiae pontificum som ett debattinlägg till Adalberts försvar, möjligen på uppdrag av dennes efterträdare Liemar, till vilken boken dedicerades i företalet. Att ärkebiskop Adalbert är huvudpersonen i Gesta Hammaburgensis ecclesiae pontificum märks tydligt av antalet kapitel han tilldelas. Ärkestiftets biskopar före Adalbert får i genomsnitt nio kapitel var i boken, medan Adalbert får 71.
Som namnet anger tillhör verket den genre inom medeltidslitteraturen som kallas 'gesta', vilket innebär en sammanställning av en eller flera personers minnesvärda gärningar. Det är alltså inte en 'vita', det vill säga en levnadsbeskrivning.

## Innehåll
Gesta Hammaburgensis ecclesiae pontificum består ursprungligen av fyra böcker. Av dessa översattes den fjärde till svenska av Johan Peringskiöld redan 1718, men hela verket med skolier först 1984 av Emanuel Svenberg. Den utgavs då i tryck med vetenskapliga kommentarer av samfundet Pro Fide et Christianismo.
Bok 1–2 kan närmast beskrivas som den kristna missionens nordeuropeiska historia. Tredje boken är i stort sett helt tillägnad biskop Adalbert och den tid Adam själv levde i.
Den fjärde boken har karakteriserats som ett etnologiskt arbete. Det är i den Adams berömda beskrivning av de nordiska länderna och folken finns. Här återger Adam bland annat den enda samtida (om än sannolikt överdrivna) skildringen av Uppsala tempel, den förmodade tempelbyggnaden i Gamla Uppsala som antas ha varit den svenska asatrons centralhelgedom. Adams uppgifter om Uppsala tempel baserades på ett samtal med den danske kungen Sven Estridsson (som ofta vistats bland svearna), och andra anonyma uppgiftslämnare vid kungens hov.